# リチャード・シャーマン (音楽家)
リチャード・シャーマン（英語: Richard M. Sherman、1928年6月12日 - 2024年5月25日）は、アメリカ合衆国の作曲家。
兄のロバート・B・シャーマンとともにミュージカル映画を専門としていた。ウォルト・ディズニー・カンパニーの公式ウェブサイトと独立したファクトチェッカーによると、シャーマン兄弟は映画史上、他のどの作曲チームよりも多くの映画ミュージカルの楽曲を担当した。
シャーマン兄弟の最も有名な曲は、『メリー・ポピンズ』『最高にしあわせ』『王様の剣』『ジャングル・ブック』『くまのプーさん 完全保存版』『チキ・チキ・バン・バン』『スヌーピーの大冒険』『ベッドかざりとほうき』『シンデレラ』『シャーロットのおくりもの』の楽曲があり、彼らの最も有名な作品は、ディズニーパークのアトラクションのために作曲されたイッツ・ア・スモールワールドである。
ニューヨーク州ニューヨーク出身。

## 経歴
ロシア系ユダヤ人移民である両親のもとに生まれる。
1953年、シャーマンはアメリカ陸軍に徴兵され、陸軍バンドとグリークラブに配属された。1953年から1955年に名誉除隊するまで両グループの指揮者を務め、軍務中はアメリカ国内のみに駐留していた。この間、ロバートは他の作詞家たちと活動していた。
バード大学時代、シャーマンは音楽を専攻し、数多くのソナタや「芸術歌曲」を書いた。「偉大なアメリカの交響曲」を書きたいという彼の野望は、最終的に彼を歌曲の執筆へと導いた。
卒業から2年以内にリチャードとロバートは、ティン・パン・アレー時代に人気ソングライターとして成功していた父アル・シャーマンからの挑戦を受けて、一緒に曲を書き始めた（「No! No! A Thousand Times No!!」、「You Gotta Be a Football Hero」）。
1958年、シャーマンの兄弟ロバートは音楽出版会社ミュージックワールドコーポレーションを設立し、後にディズニーのBMI出版部門ワンダーランドミュージックカンパニーと提携した。同年、シャーマン兄弟はアネット・ファニセロが歌った「トール・ポール」で初のトップ10ヒットを出した。この曲の成功はウォルト・ディズニーの注目を集め、最終的にウォルト・ディズニー・スタジオのスタッフソングライターとしてシャーマン兄弟が雇われた。ディズニー在籍中、シャーマン兄弟は1964年ニューヨーク万国博覧会のために、おそらく彼らの最も有名な曲である「イッツ・ア・スモールワールド（アフター・オール）」を書いた。
1965年、シャーマン兄弟は『メリー・ポピンズ』でアカデミー賞を2部門受賞した。1つは「2ペンスを鳩に」「スーパーカリフラジリスティックエクスピアリドーシャス」を含む作曲賞、もう1つは「チム・チム・チェリー」で歌曲賞である。『メリー・ポピンズ』の初演以来、ロバート・B・シャーマンはアカデミー賞に9回ノミネートされ、2つはグラミー賞に4回ノミネートされ、23枚のゴールドアルバムとプラチナアルバムを獲得した。 
ロバートとリチャード・シャーマンは、1966年にウォルト・ディズニーが亡くなるまで、ウォルト・ディズニーの直属として働いていた。同社を去った後、兄弟は数多くの映画、テレビ番組、テーマパークの展示物、舞台ミュージカルの作詞家としてフリーランスで活動した。
彼らの最初のディズニー以外の仕事は、 1968年のアルバート・R・ブロッコリ監督の映画『チキ・チキ・バン・バン』で、兄弟は3度目のアカデミー賞ノミネートを獲得した。1973年、シャーマン兄弟は脚本も手掛けた『トム・ソーヤー』でモスクワ映画祭で最優秀賞を受賞した唯一のアメリカ人となり、歴史に名を残した。
『スリッパとバラ』は、その年のロイヤル・コマンド・パフォーマンスに選ばれ、エリザベス女王も出席した。古典的なシンデレラ物語を現代風にアレンジした『スリッパ』は、シャーマン兄弟による歌曲と脚本の両方を特徴としている。同年、シャーマン兄弟はグローマンズ・チャイニーズ・シアターの真向かいにあるハリウッドの「ウォーク・オブ・フェイム」に星を授与された。
ディズニーおよびディズニー以外の興行収入上位の映画作品としては、『ジャングル・ブック』（1967年）、『おしゃれキャット』 （1970年）、『パパはつらいよ』（1961年）、『パパはつらいよ』 （1998年）、『シャーロットのおくりもの』（1973年）、『くまのプーさんの大冒険』（1977年）、『スヌーピーと魔法のランプ』（1972年）、『ベッドかざりとほうき』（1971年）、『リトル・ニモ 眠りの国の冒険』 （1992年）などが数多くある。
映画界以外では、トニー賞にノミネートされた『Over Here!』（1974年）が、その年最大の興行収入をあげたオリジナルブロードウェイミュージカルとなった。シャーマン兄弟はまた、ビルボードのトップ10に2度ランクインした栄誉を持つ「You're Sixteen」を含む、数多くのヒット曲を書いている。最初は1960年にジョニー・バーネットと共演し、次は14年後にリンゴ・スターと共演した。その他のトップ10ヒットには、「Pineapple Princess」、「Let's Get Together」などがある。
2000年、シャーマン兄弟はディズニーの大ヒット映画『ティガー・ムービー』（2000年）の楽曲を作曲した。この映画は、兄弟にとってディズニー社にとって28年ぶりの大作となった。
2002年、舞台ミュージカル『チキチキバンバン』がロンドンで初演された。これはロンドンパラディアムで制作された舞台ショーの中で最も成功したもので、この100年の歴史を持つ劇場史上最長の公演を誇った。2005年初頭、2番目のチキ劇団がブロードウェイのリリック・シアター（当時はヒルトン劇場）で初演された。シャーマン兄弟は、この新しい舞台作品のためにさらに6曲を書き下ろした。
2003年、BBCが報じたイギリスの全国世論調査で、シャーマン兄弟のミュージカル4本が「歴代児童映画トップ10」にランクインした。『ジャングル・ブック』（1967年）が第7位、『メリー・ポピンズ』（1964年）が第8位、『おしゃれキャット』（1970年）が第9位、『チキ・チキ・バン・バン』（1968年）が第1位となった。
ディズニーとキャメロン・マッキントッシュによる新作『メリー・ポピンズ：ザ・ステージ・ミュージカル』は、 2004年12月にプリンス・エドワード劇場で世界初演され、シャーマン兄弟の名曲がフィーチャーされている。
2005年6月、リチャードは兄とともにソングライターの殿堂入りを果たした。 『チッティ』は2005年にブロードウェイで初演され、2005年12月に初のイギリス全土ツアーを開始し、その後毎年ツアーやツアー日程が組まれている。『メリー・ポピンズ』は2006年にブロードウェイで初演された。
最近では、シャーマンは再びディズニーの実写映画3作品でコラボレーションし、ジョン・ファヴロー監督の2016年リメイク版『ジャングル・ブック』のために「 I Wan'na Be Like You」という曲を書き直した。映画ではこの曲のパフォーマーであるキング・ルイがギガントピテクスとして登場したため、シャーマンはこのキャラクターの描写に合うようにこの曲を書き直した。また、2018年の映画『クリストファー・ロビン』のために3曲の新曲を書き下ろした。「Goodbye Farewell」、「Busy Doing Nothing」、「Christopher Robin」の3曲で、最後の2曲はシャーマンが歌った。シャーマンは『メリー・ポピンズ』の続編『メリー・ポピンズ リターンズ』の音楽コンサルタントも務めた。シャーマンは『ジャングル・ブック』のミュージカル舞台化のためにも新曲を書く予定である。
2023年5月までに、シャーマン兄弟のアニメーションミュージカル『インカス・ザ・ラムフェリンカス』の長編映画開発契約が発表された。
2024年5月25日、加齢に伴う病気のため、カリフォルニア州ロサンゼルスの病院で死去。95歳没。

## 主な作品

### アニメ作品
- ジャングル・ブック (1967)
- おしゃれキャット (1970)
- 罠にかかったパパとママ (1961)
- 罠にかかったパパとママ (1998)
- シャーロットのおくりもの (1973)

### アニメ以外の作品
- 「Over Here!」 (1974) トニー賞ノミネート

### その他
- 「ユア・シックスティーン」 -　歌：ジョニー・バーネット
- 「パイナップル・プリンセス」 - 歌：アネット・ファニセロ
- 「小さな世界」 - テーマパーク「イッツ・ア・スモールワールド」のテーマ曲